# داریوش موحدی
داریوش موحدی (زادهٔ ‎۱۵ دی ۱۳۲۸) بازیکن واترپلو اهل ایران است. وی در مسابقات کشوری و بین‌المللی در مجموع برندهٔ ۱ مدال طلا شده‌است.